# Bai Guang
Bai Guang[Shi Yongfen 史永芬; pinyin: Shǐ Yǒngfēn] (caratteri cinesi: 白光; Pechino, 27 giugno 1921 – Kuala Lumpur, 27 agosto 1999) è stata un'attrice e cantante cinese.
Negli anni '40, divenne una delle Sette grandi star del canto.

## Biografia
In giovane età, Bai era una studentessa del Beiping Salon Theatrical Troupe (北平沙龙剧团), esibendosi una volta nell'opera di Cáo Yǔ Sunrise. Nel 1937 si è iscritta al dipartimento musicale dell'Università di Tokyo, fino all'avvento della Seconda guerra mondiale nel 1942.
Dopo la scuola d'arte drammatica, era sua intenzione diventare un'attrice cinematografica. Come proclamato da lei stessa, voleva essere come i raggi di luce provenienti dai proiettori che andavano ad illuminare il grande schermo. Fu grazie a questa metafora che le fu dato il nome d'arte 白光, che viene tradotto in "Luce Bianca".

## Carriera
Le sue canzoni mandopop erano spesso usate nelle colonne sonore di diversi film. Aveva una voce leggermente profonda e rauca, che la aiutò a divenire una grande star nella scena musicale di Shanghai.
La carriera di Bai sugli schermi cinematografici iniziò nel 1943. Era conosciuta per aver rappresentato sugli schermi diversi ruoli di seduttrice, grazie alla sua immagine civettuola; diverse volte ha recitato il ruolo della cattiva.
Dopo la fondazione della Repubblica Popolare Cinese nel 1949, il suo A Forgotten Woman fu il primo film proveniente dalla RPC ad essere proiettato ad Hong Kong. Perfino il governatore di Hong Kong, Alexander Grantham, divenne suo fan.
Nel 1950 Bai si ritirò dalla scena musicale cinese, e si trasferì nella capitale della Malaysia Kuala Lumpur. Nel 1953 aprì un nightclub nel distretto giapponese di Ginza, a Tokyo. Più tardi si stabilì ad Hong Kong, apparendo per l'ultima volta in televisione nel 1995, come presentatrice ai Top 10 Chinese Singer Awards di Hong Kong..
Il 27 agosto 1999 morì a Kuala Lumpur a causa di un cancro al colon, all'età di 78 anni.

## Eredità

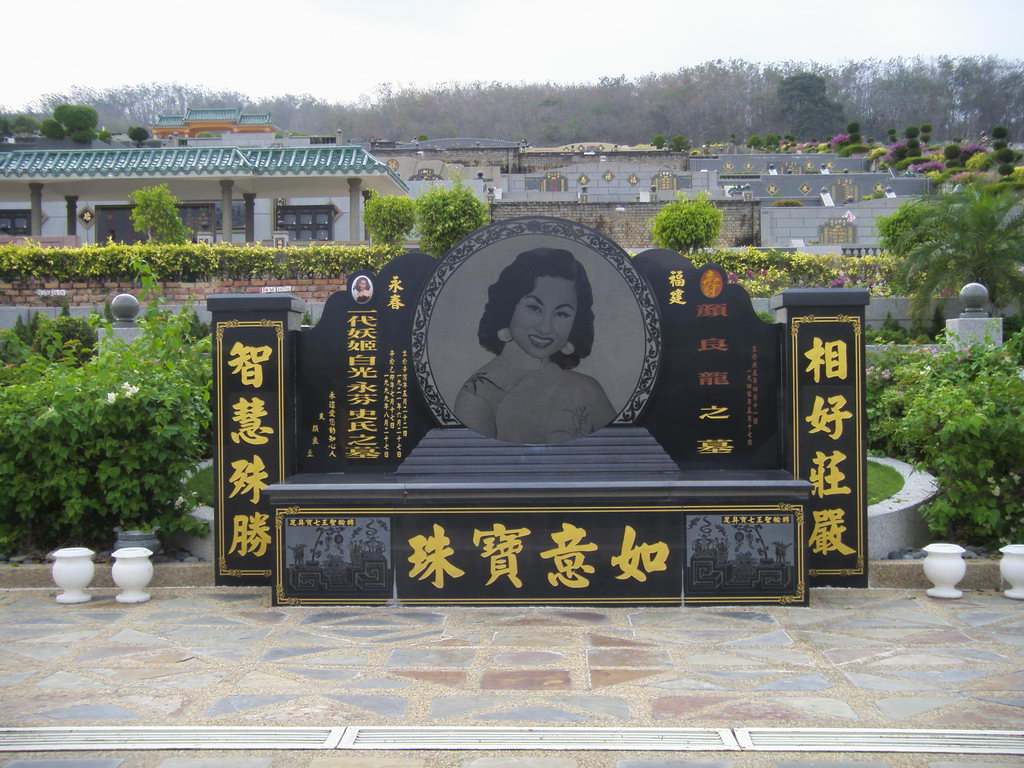
La tomba di Bai

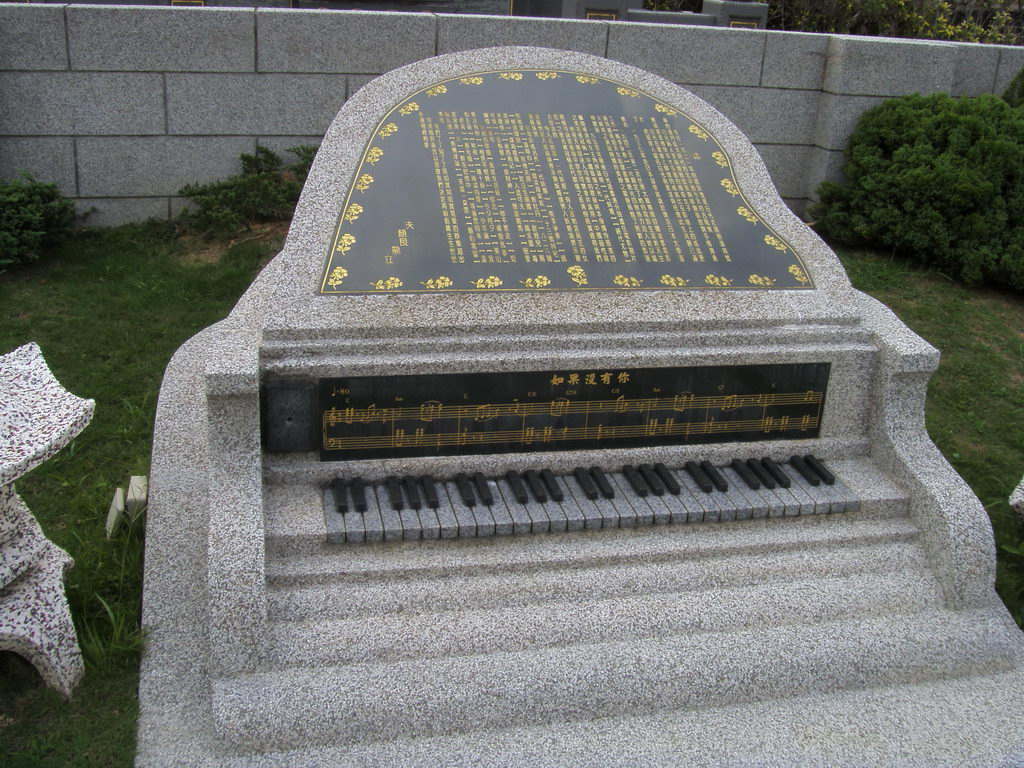
L'unica tomba a forma di pianoforte

La tomba di Bai si trova a Semenyih, in Malaysia. È un modello unico, in quanto è rappresentata da un pianoforte che suona la sua musica. Il suo sepolcro attrae visitatori da ogni parte del mondo, tra cui Cina, Hong Kong, Germania, Danimarca e Spagna.

## Filmografia
- Love Peas of Southland / 红豆生南国 (1943)
- 恋之火 (1943)
- 十三号凶宅 (1947)
- Blood stained Begonia / 血染海棠红 (1949)
- A Forgotten Woman / 荡妇心 (1949)
- Songs in the Rainy Nights / 雨夜歌声 (1950)
- A Strange Women / 一代妖姬 (1950)
- Smiling Rose / 玫瑰花开
- Hours Passed the Wedding / 结婚廿四小时 (1950)
- Tears of Songstress / 歌女红菱艳 (1953)